# 3 dev adam
3 Dev Adam (även känd under titeln Turkish Spiderman versus Santo and Captain America) är en turkisk action- och kultfilm från 1973 i regi av T. Fikret Uçak. Filmen är utanför Turkiet mest känd för sin likgiltighet för copyright då såväl Spindelmannen, Santo och Captain America förekommer helt utan tillstånd från deras rättighetsinnehavare. Detta i kombination med en udda handling har gett den en kultstatus i väst tillsammans med filmer som t.ex. "Dünyayı Kurtaran Adam" (Mannen som räddade världen).

## Handling
I Istanbul har ett flertal mord och stölder av små statyetter skett och allt pekar på Spindelmannen (Deniz Erkanat) och då den lokala polisen har oerhörda svårigheter att lösa fallet kontaktar man den amerikanske superhjälten Captain America (Aytekin Akkaya) som anländer tillsammans med sin flickvän. Även den mexikanske fribrottaren Santo (Yavuz Selekman) anländer för att bistå polisen.
Spindelmannen (som här har en grönröd dräkt) är sadistisk av sig och ses mörda ett par kvinnor i filmen. Redan i filmens inledningsscen (innan förtexterna börjat rulla) får en kvinna (som kan antas ha svikit Spindelmannen) en båtmotor i ansiktet efter att hon grävts ned i sanden. En annan av hans hantlangare straffas genom att han binds fast varpå ett par utsvultna råttor klättrar genom ett plaströr som hantlangaren har framför sina ögon.
Efter en lång jakt genom staden står slutligen en avgörande strid i en fabrik mellan Spindelmannen och hjältarna.

## Release
På grund av uppenbara rättighetsproblem har filmen haft svårt att få en officiell internationell distribution. Efter att endast ha funnits tillgänglig som piratkopia släppte det grekiska bolaget Onar films 2006 en starkt limiterad upplaga på 1200 numrerade exemplar. Denna utgåva är nu utgången.

## Trivia
I en scen har Spindelmannen sex med vad som verkar vara hans assistent eller flickvän. Mitt under scenen dyker ett par kasperdockor upp för en kort stund. De återkommer aldrig i resten av filmen.
Musiken som spelas under förtexterna är inte identisk men snarlik temat till Bondfilmen Diamantfeber.
Captain Americas dräkt saknar de vita vingarna som normalt finns på dennes mask. Dessutom använder han sig heller aldrig av sin ikoniska sköld.
Fribrottaren El Santo ska ha varit så stor i Turkiet att det ett tag fanns en biograf i Turkiet där en staty av honom ska ha stått i salongen. Ett rykte som visserligen inte är helt bekräftat men som kan peka på hans popularitet i landet.